# Do it Do it!
「Do it Do it!」（ドゥ・イット・ドゥ・イット）は、SM☆SHの3枚目のシングル。

## 解説
- テレビ東京系「ピラメキーノ」2011年5月度エンディング・テーマ。
- 初回盤AはDVD付き、初回盤Bはカレンダー付き。通常版はトレーディングカード封入で、インストは収録されていない。

## 収録曲

### CD
1. Do it Do it!
作詞：三枝幸子・小澤正澄　作曲・編曲：小澤正澄
2. Movin' on
作詞・作曲・編曲：伊東大和
3. Do it Do it! (inst.) - 初回盤のみ
4. Movin' on (inst.) - 初回盤のみ

### DVD
1. Do it Do it!
2. Do it Do it! (Making)